# Dan Flavin

Instalacja artysty w Tate Modern

Dan Flavin, właśc. Daniel Flavin (ur. 1 kwietnia 1933 w Nowym Jorku, zm. 29 listopada 1996 w Riverhead) – amerykański artysta, przedstawiciel minimalizmu. Zajmował się malarstwem, asamblażem, kolażem i instalacją.

## Życiorys
Zanim rozpoczął karierę artystyczną, uczęszczał do seminarium duchownego w Nowym Jorku (1947–1952), realizując ambicje swojego ojca. W czasie służby wojskowej (1954–1955) studiował sztuki piękne w Korei, dzięki specjalnemu programowi Uniwersytetu Marylandu w College Park. Po powrocie do Nowego Jorku kontynuował edukację plastyczną; studiował m.in. historię sztuki na Uniwersytecie Columbia. Od 1959 roku zaczął interesować się asamblażem i kolażem. Swoje wczesne prace malarskie tworzył pod wpływem ekspresjonizmu abstrakcyjnego. Pierwsza jego indywidualna wystawa odbyła się w 1961 w Judson Gallery w Nowym Jorku. W tym samym roku powstały pierwsze rzeźby artysty wykorzystujące światło elektryczne. Nazwał je „ikonami”.
Od 1963 Dan Flavin zaczął używać do tworzenia swoich obiektów kolorowych rur fluoroscencyjnych, a od 1967 rozbudowywał swoje dzieła do zajmujących całe pomieszczenie environmentów. Pierwszą taką instalację stworzyła dla Museum of Contemporary Art w Chicago. Jednym z jego dzieł z tego okresu jest praca zaprezentowana na wystawie documenta w Kassel. Artysta obudował wejście galerii ultrafioletowym światłem.
W 1969 National Gallery of Canada w Ottawie zorganizowała wystawę retrospektywną, którą w następnym roku pokazano również w Vancouver Art Gallery w Kolumbii Brytyjskiej oraz w Muzeum Żydowskim w Nowym Jorku. Wiele indywidualnych wystaw zaprezentowano również w Europie. Artysta zrealizował też szereg zamówień, m.in. oświetlenie kilku peronów w nowojorskim Grand Central Station (1977).

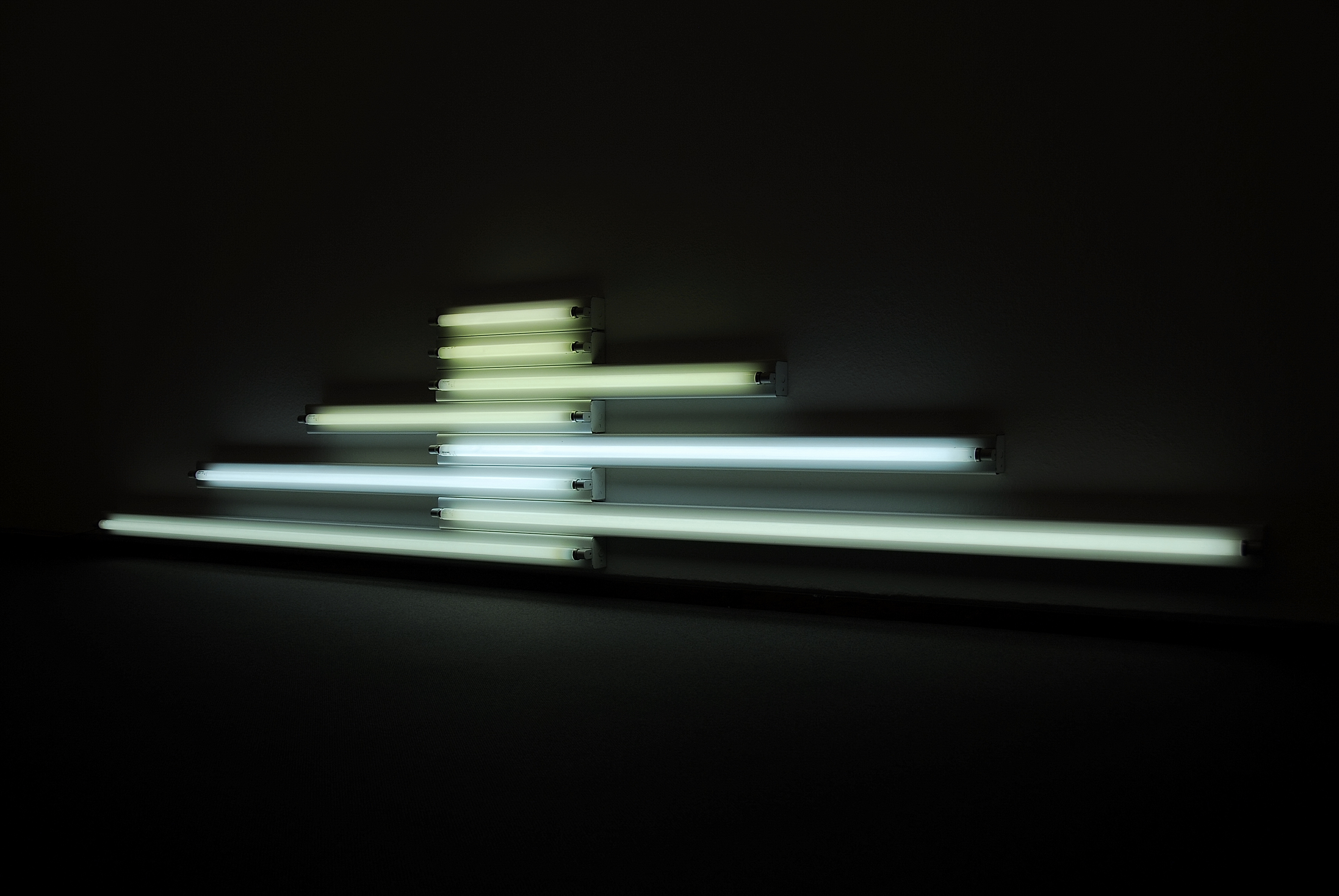
Monument for V. Tatlin (1968)

Pomiędzy 1964 a 1990 Dan Flavin wykonał 39 prac nawiązujących do niezrealizowanego projektu Wieży Tatlina. Cykl nazywał się Monument for V. Tatlin.

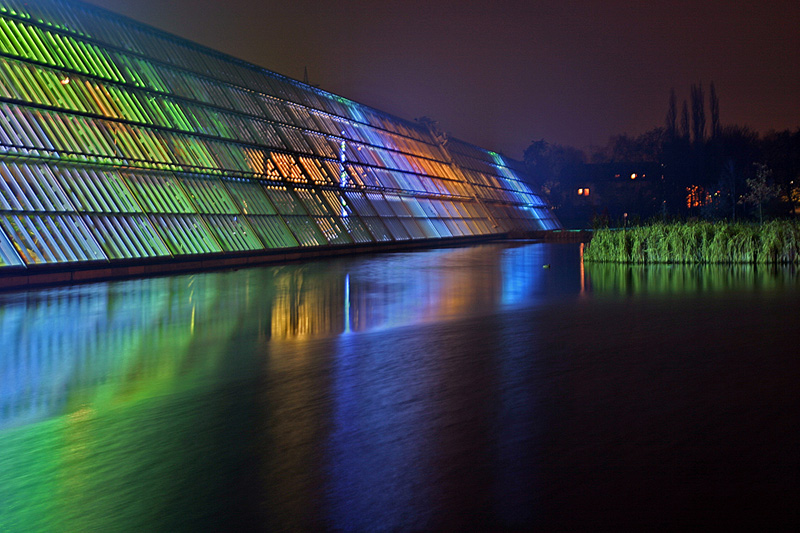
Świetlna instalacja w Wissenschaftspark w Gelsenkirchen